# Ligurski jezik (romanski)
Ligurski jezik (ISO 639-3: lij), romanski jezik uže galoitalske skupine kojim danas govori preko 1 900 000 Đenoveških Liguraca u Italiji, uključujući i nešto Monegaska iz Monaka. Većina ih živi duž rivijere zapadno od Genove i susjednim predjelima Francuske između Italije i Monaka, te na Korziki u Bonifaciju. Najsrodniji je pijemontskom, lombardskom i francuskom. Đenoveški je jedan od dijalekata.

## Vanjske poveznice
- GENOVES.com.ar - Jezik i kultura  Arhivirana inačica izvorne stranice od 10. siječnja 2011. (Wayback Machine) (šp.)
- GENOVES.com.ar - Jezik i kultura  Arhivirana inačica izvorne stranice od 10. siječnja 2011. (Wayback Machine) (engl.)
- Ligurski jezik - Ethnologue (14th) (engl.)
- Ligurski jezik - Ethnologue (15th) (engl.)